# ジプシー

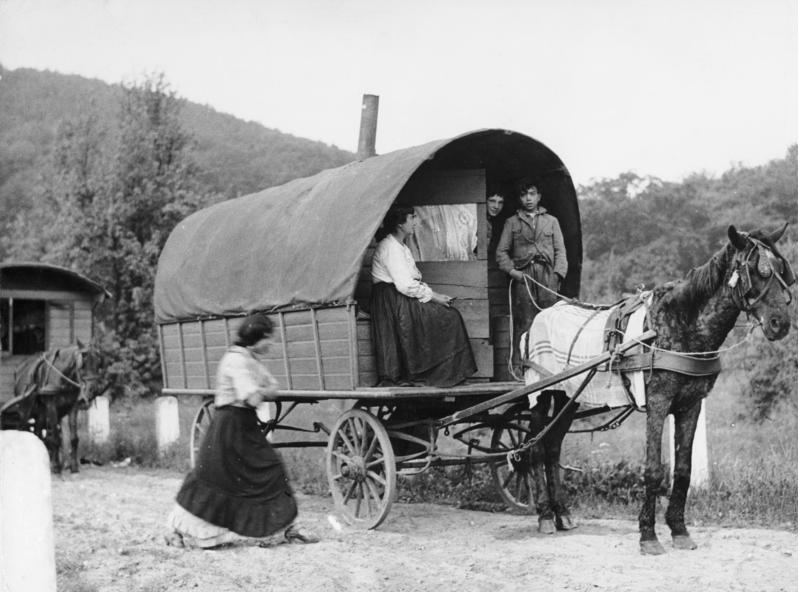
ロマの荷馬車（1935年、ドイツ）

ジプシー（gypsy）は、一般にはヨーロッパ（欧州）で生活している移動型民族を指す民族名。転じて、様々な地域や団体を渡り歩く者を比喩する言葉ともなっている。
ドイツ語の「ツィゴイナー（Zigeuner）」を含めて外名であり、当人らの自称ではない。自称としては「ロマ」のほか、「シンティ（ジンティ）」「トラヴェラーズ」などがあるが、それぞれがジプシー全てを包含しているわけではなく、確立された統一呼称は存在しない。
宗教面ではキリスト教の諸宗派（カトリック教会、プロテスタント、正教会）信徒もムスリムもいる。言語的にも、ロマが話すロマ語（ロマニー語）には60を超える方言があり、多様な人々である。

## 歴史と名称について
ジプシーは「西暦1100年にアトスに現れた」とする記録が最古のものとされる。
15世紀には西欧各地に到達した。ドイツでジプシーを確認している最古の記録は1407年のものである。
フランスでは1419年、東部のシャティヨン・アン・ドンブに、「小エジプト」出身の伯爵ニコラを名乗り、神聖ローマ皇帝とサヴォイア公の保護状を持つと称する人物に率いられた一団が滞在した記録がある。1421年のアラスで歓待された集団は、肌や髪が黒く、髭を伸ばし、服装を含めて当時の西欧市民と大きく異なる見かけで驚かれた。1427年、パリに現れた彼らは、「自分たちは低地エジプトの出身である」と名乗った。ここから「エジプトからやって来た人」という意味の「エジプシャン」の頭音が消失した「ジプシー」 (Gypsy) の名称が生じたと言われる。
「小エジプト」「低地エジプト」が具体的にどの地域を指すかを彼らはほとんど語らなかったが、エジプト出身であることは15世紀末には疑われるようになっていた。1611年の書物には、ギリシアやダルマチア（ともにバルカン半島）からやって来るとの目撃談が記されている。ただし西欧に出現した当初、彼らは、故郷においてキリスト教徒であり、ムスリムに征服されて信仰を一時捨てたものの、再び改宗し、ローマ教皇の命で償いの巡礼をしていると説明した。このため欧州キリスト教圏で好意的に迎えられたが、次第に犯罪などのトラブルが警戒されるようになり、たどり着いた街から早く出立するよう求められることなどが増えた。一方で傭兵や占いでは重宝がられたが、欧州で国家の権力が強まると、都市や農村の共同体に属さないジプシーは取り締まられるようになった。追放令や国によっては死刑の対象とされたほか、囚人としてガレー船の漕ぎ手に送り込まれることもあった。西ヨーロッパに進出したジプシーは、恐らく、彼らの新たな鋳掛け技術、馬の飼育や軍事技術のおかげで、当初国王や皇帝の保護下に各地で歓迎されたが、15世紀末から16世紀にかけての「絶対王政」の揺籃期にいたって厳しく統制されるようになった。
18世紀のオーストリアとプロイセン王国では定住化政策が試みられた。後者ではフリードリヒ2世がノルトハウゼン近くのフリードリヒスローラにジプシー村を作り、ジプシーを職工として働らかせようとしたが、失敗した。ジプシー迫害は各時代各地域でみられたが、ナチス・ドイツでの迫害は凄絶を極めた。最悪の1943年にはすべてのジプシーがアウシュヴィッツ＝ビルケナウ強制収容所に送られるか不妊手術を強行された。ヨーロッパ全域でナチ時代に殺害されたジプシーは20万とも40万とも言われている。
近年の日本においては、「ジプシー」は差別用語、放送禁止用語と見做され、「ロマ」と言い換えられる傾向にある。
明治時代の日本の新聞ではジプシーが「西洋穢多」と報じられたことがあるが、ジプシーの居住圏は西洋だけにとどまらない上、生活様式は日本ではむしろサンカに近い。

## ジプシーに分類される諸民族

### おもにインドが起源と考えられている諸族
ロマ
北インド・パキスタンに起源を持つインド・アーリア人系の移動型民族。ロマ語を話し、欧州における「ジプシー」の最大勢力である。
ロミ
ルーマニア、ルーマニア語圏に居住するロマニ系の民族。19世紀には現代のルーマニアに当たる地域で奴隷とされた。独自の文化や慣習を固守し、キング（王様）も存在する。
アッシュカリー、またはエジプシャン
コソボおよびその周辺諸国（旧ユーゴスラビア）に居住するロマ系の民族。当人たちは「ロマと異なるアイデンティティーを持つ」としているが、ロマおよび居住地域のその他住民からはロマの一部とみなされることが多い。
ロム (Lom people)
南コーカサス（アルメニアなど）とアルトヴィン（トルコ）に居住する民族。欧州方面へ移動するロマの集団から別れ、11世紀頃の当地に留まった人々が先祖と考えられている。
ドム
主に中東のイスラム圏に居住するインド・アーリア人系の民族。彼らの話すドマリ語（Domari language）はロマ語と密接な関係にあると考えられている。
リューリ
中央アジアおよびロシアに居住するドムの亜集団。
バンジャラ (Banjara)
インドおよびパキスタン各地に居住し、ラージャスターン語系統のバンジャリ語（Banjari language）を話す民族。
スリランカ・ジプシー (Sri Lankan Gypsy people)
スリランカに居住し、主にテルグ語を話す民族。スリランカの主要言語であるシンハラ語ではahikuntakaと呼ばれている。

### インド以外が起源と考えられている諸族
欧州における「ジプシー」は元々、ロマ以外の移動型民族を含む場合があった。
イェニシェ
アイリッシュ・トラヴェラー
スコティッシュ・トラヴェラー (Scottish Travellers)